# Географія Алжиру
Алжир — північноафриканська країна, що розташовується на північному заході континенту від середземноморського узбережжя на півночі, через гірський хребет Атласу до гірського масиву Ахаггар, що в центрі Сахари, на півдні . Загальна площа країни 2 381 741 км² (10-те місце у світі, 1-ше на континенті), з яких на суходіл припадає 2 381 741 км², а на поверхню внутрішніх вод — 0 км². Площа країни майже у 3 рази більша за площу України, і майже в 3,5 рази більша за площу Техасу. 

## Етимологія
Офіційна назва — Алжирська Народно-Демократична Республіка, Алжир (араб. الجزائر). Назва країни походить від назви столиці країни, міста Алжир. Назва ж міста Ель-Джаза́їр з арабської перекладається як острови, оскільки уздовж узбережжя знаходилися чотири острови, що належали племені Бані Мазганнаї, на яких і було засновано місто 1525 року. До української мови назва прийшла з арабської через спотворену французьку.

## Географічне положення

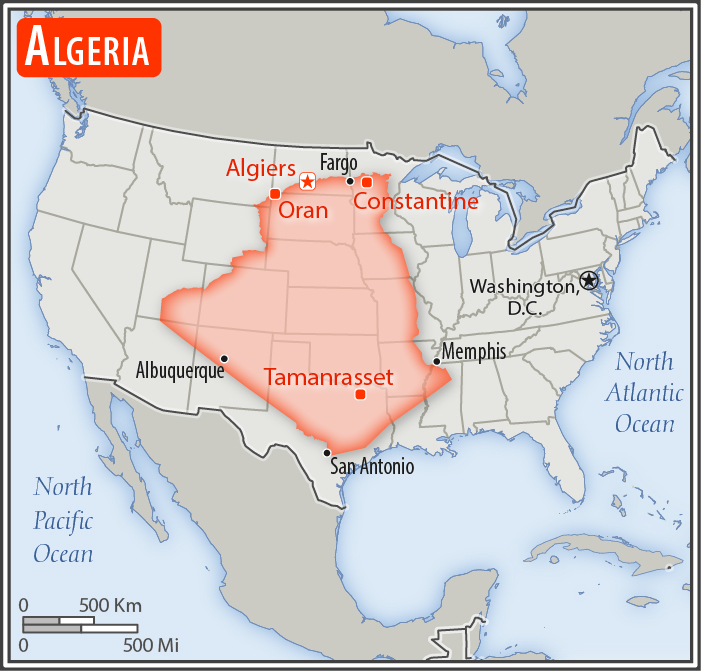
Порівняння розмірів території Алжиру та США

Алжир — північноафриканська країна, що межує з сімома іншими країнами: на сході — з Лівією (спільний кордон — 989 км) і Тунісом (1034 км), на півдні з Нігером (951 км) і Малі (1359 км), на південному заході — з Мавританією (460 км) і Західною Сахарою (41 км), на заході — з Марокко (1900 км). Загальна довжина державного кордону — 6734 км. Алжир омивається водами Середземного моря, крайня західна частина якого має власну назву — море Альборан. Загальна довжина морського узбережжя 998 км.
Згідно з Конвенцією Організації Об'єднаних Націй з морського права (UNCLOS) 1982 року, протяжність територіальних вод країни встановлено в 12 морських миль (22,2 км). Зона континентального шельфу і права на нього не заявлені. Виключна рибальська зона встановлена на відстань 32-52 морських миль від узбережжя.

### Крайні пункти
Алжир лежить між 37°05′23′′ і 18°58′05′′ паралелями північної широти, 8°40′00′′ меридіаном західної і 5°21′00′′ меридіаном східної довготи.
| мис Бугарун Тінзаутен Тіндуф трифінія Тахатclass=notpageimage\| Крайні пункти Алжиру |

Крайні пункти:
- крайня північна точка — мис Бугарун 37°05′23″ пн. ш. 7°12′48″ сх. д. / 37.08972° пн. ш. 7.21333° сх. д. у провінції Скікда;
- крайня південна точка — 18°58′5″ пн. ш. 3°21′27″ сх. д. / 18.96806° пн. ш. 3.35750° сх. д. безлюдне місце на південь від Тінзаутена, провінція Адрар;
- крайня західна точка — 27°40′00″ пн. ш. 8°40′01″ зх. д. / 27.66667° пн. ш. 8.66694° зх. д. західний кордон уздовж меридіана;
- крайня східна точка — трифінія Лівії, Алжиру і Нігеру 23°30′00″ пн. ш. 12°00′00″ сх. д. / 23.50000° пн. ш. 12.00000° сх. д. у провінції Таманрассет.

### Час
Час в Алжирі: UTC+1 (-1 година різниці часу з Києвом).

## Рельєф
Середні висоти — 800 м; найнижча точка — шотт Мельгір (40 м нижче рівня моря); найвища точка — гора Тахат (3003 м). Алжир займає центральну частину Атлаських гір і пустелі Сахара, на його території знаходяться гори Ахаггар і низовина Шотт-Мельгір. На півночі гірської частини розташований невисокий гірський хребет Тель-Атлас, що простягається на півночі, вздовж узбережжя прорізують нечисленні бухти і долини. Телль-Атлас підноситься над рівнем моря більш ніж на 1830 м і має у своєму складі масиви Тлемсен, Велику і Малу Кабілію, Меджерду. Південна частина Телль-Атласу являє собою високе плато середньою висотою 1070 м. Розташований далі на південь Сахарський Атлас (абсолютні висоти до 2330 м) підіймається на висоту 150 м над рівнем плато і потім знижується убік Сахари на 300 м. Найбільш піднесеною частиною Сахарського Атласу є гірські системи Ксур, Амур і Улед-Наїль. Центральна височинна частина Алжиру — плато Тадемаїт, навколо якого піщані пустелі — Великий Західний і Великий Східний Ерги. На південному сході Алжиру— гірська область Ахаггар, де поблизу південного кордону розташована найвища вершина країни — гора Тахат (2908 м). Середня відмітка висот у Сахарі — близько 460 м над рівнем моря. Велику частину Сахари займають кам'янисті (гамади) і галечникові пустелі (реги), приблизно 1/4 частину території займають — піщані пустелі (ерги).

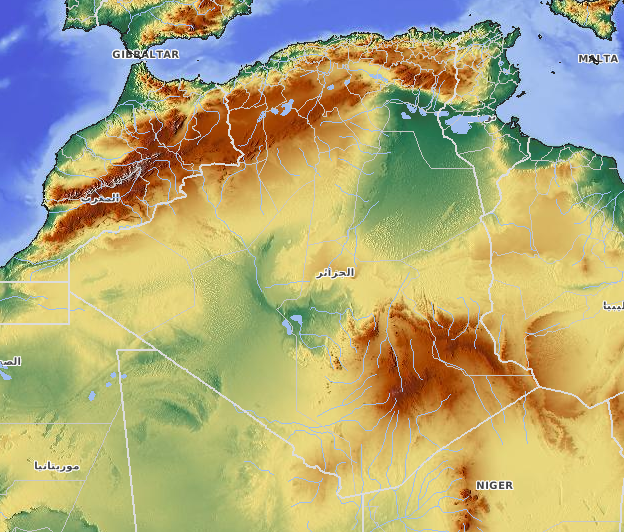
Рельєф Алжиру
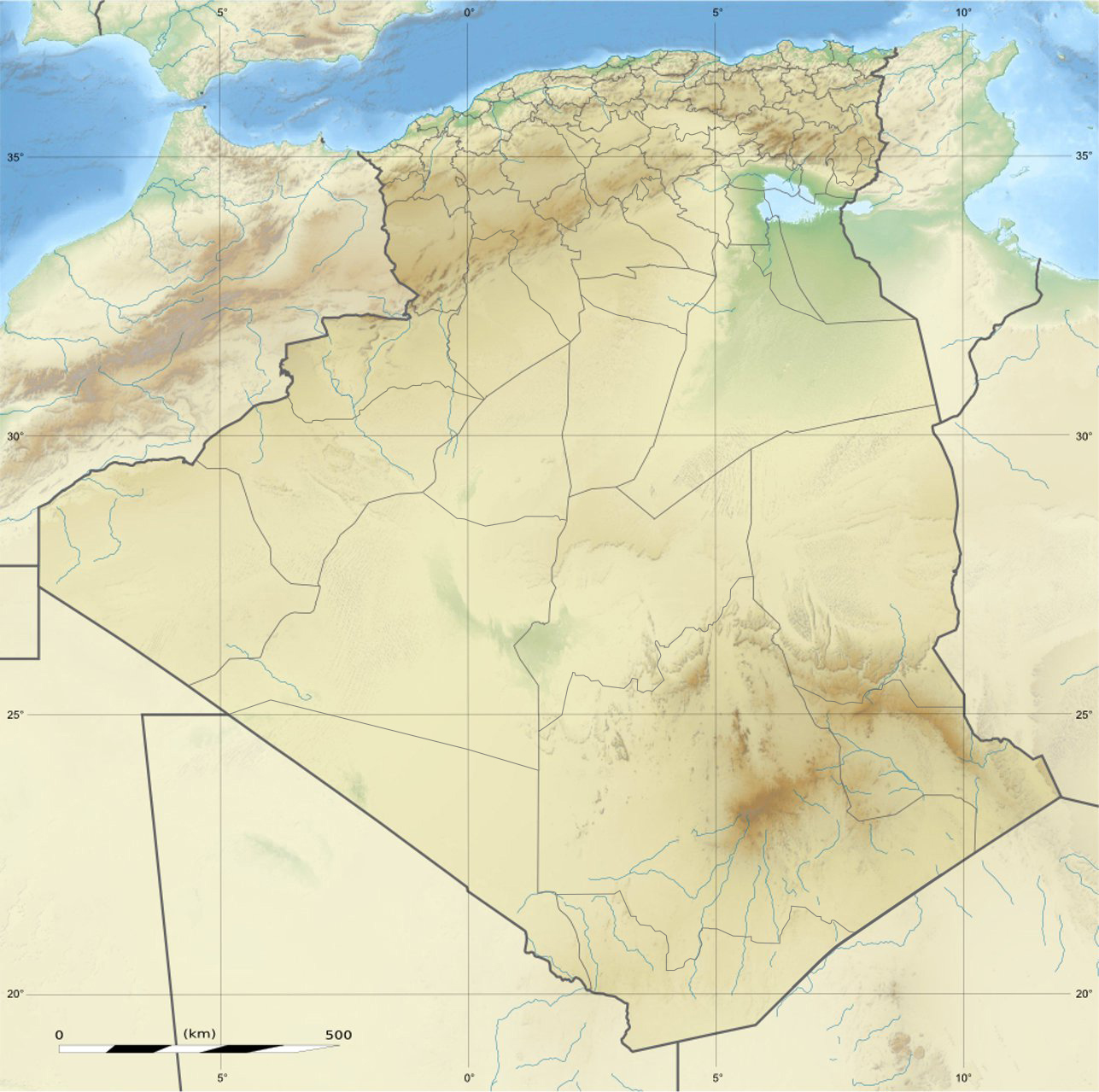
Гіпсометрична карта Алжиру
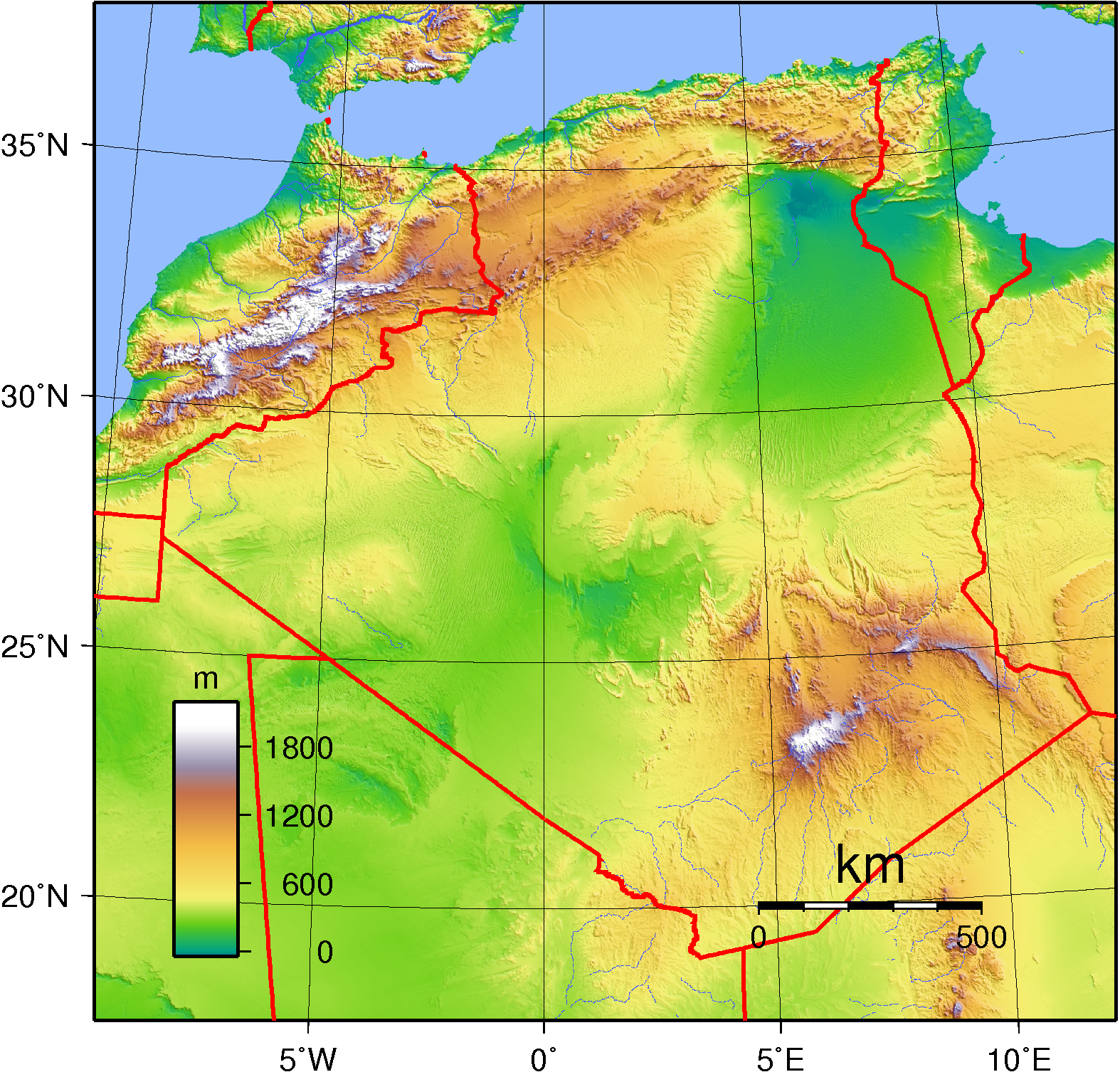
Рельєф Алжиру
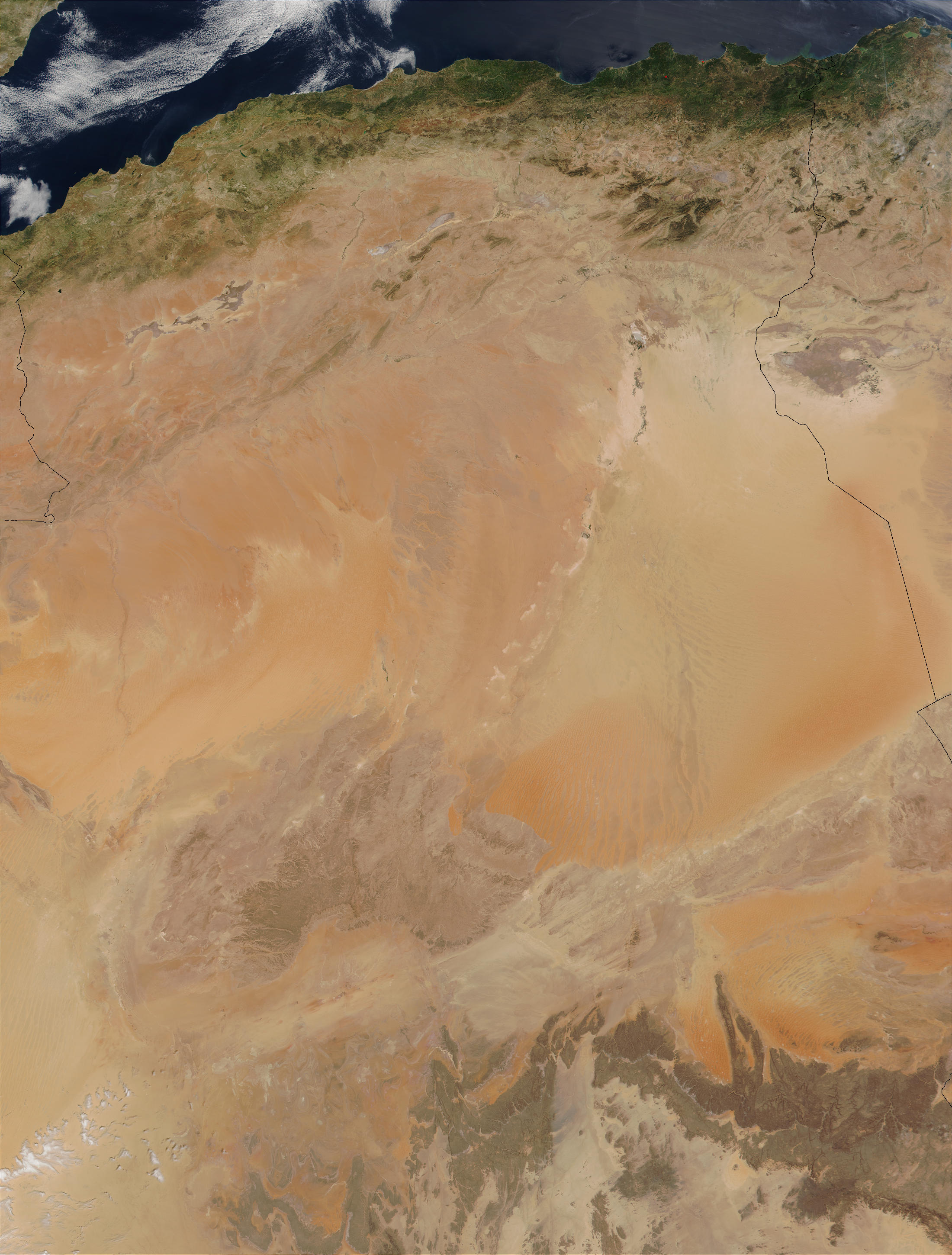
Супутниковий знімок поверхні країни
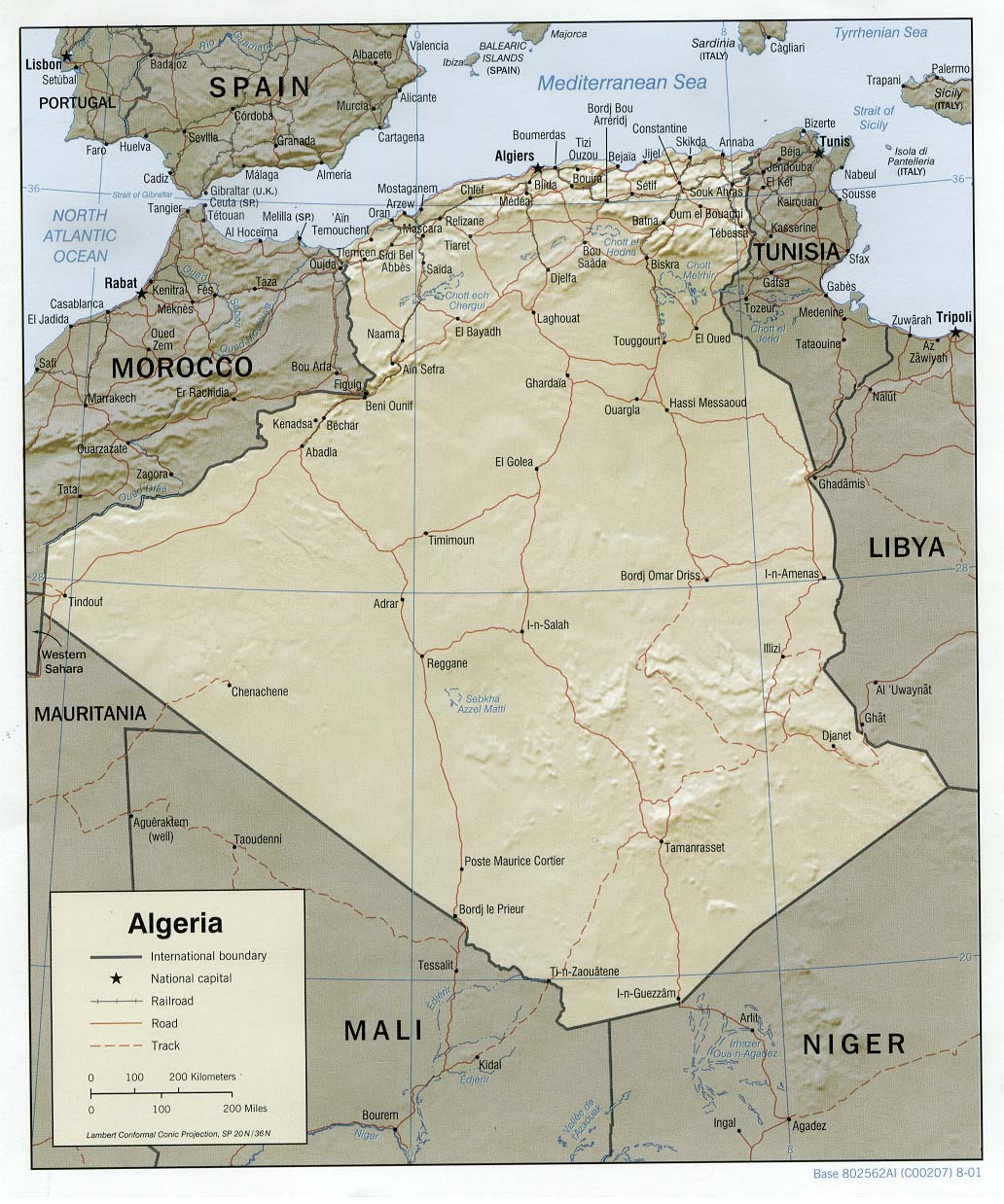
Карта країни (англ.)

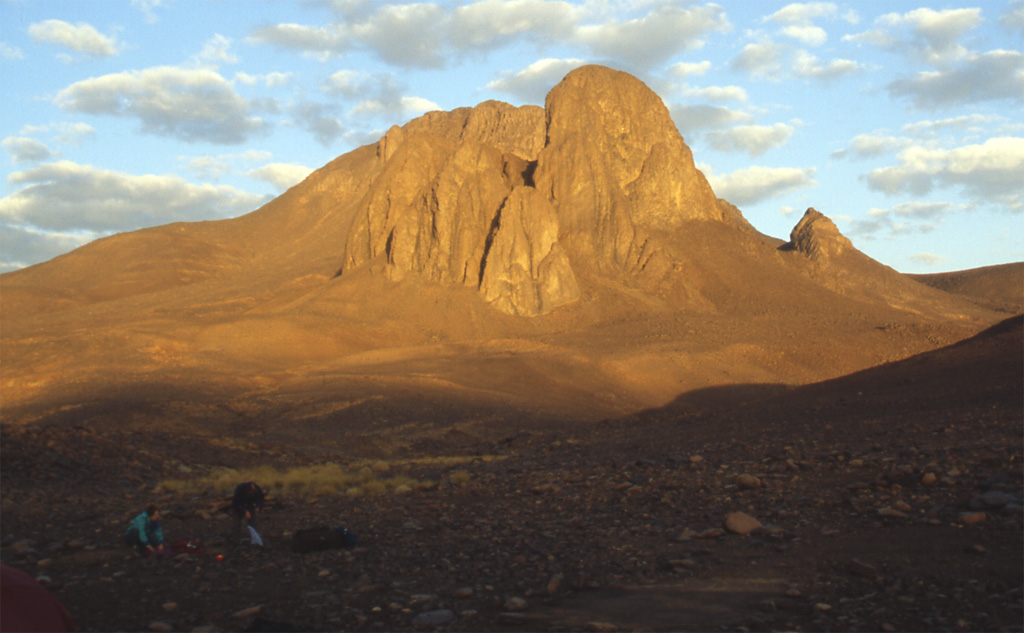
Гора Тахат
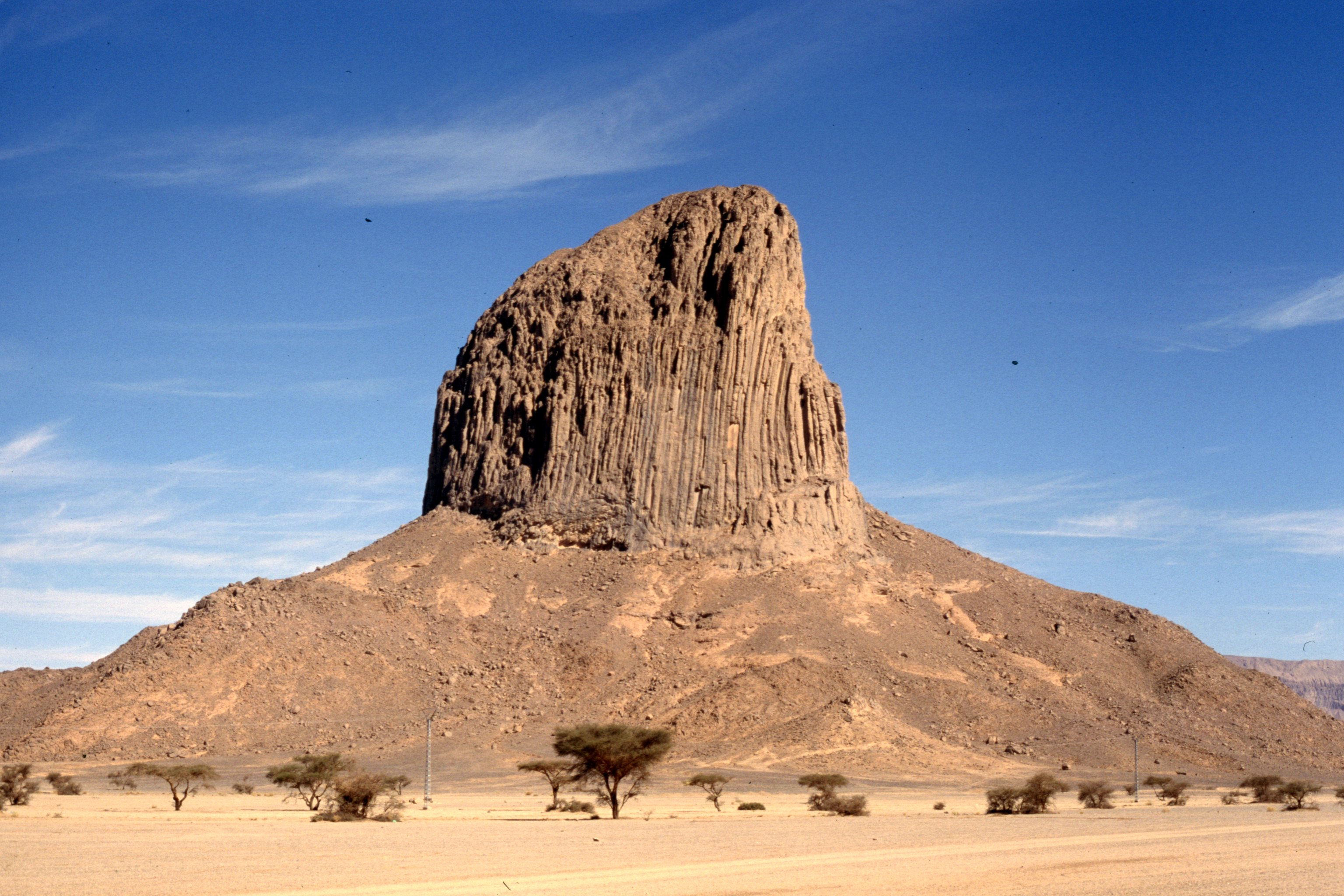
Гірський масив Ахаггар
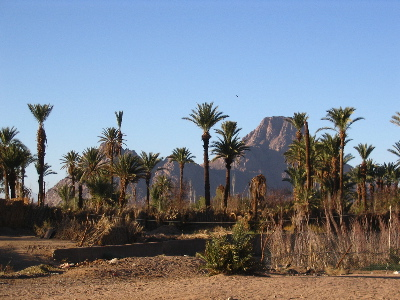
Ландшафти Ахаггару
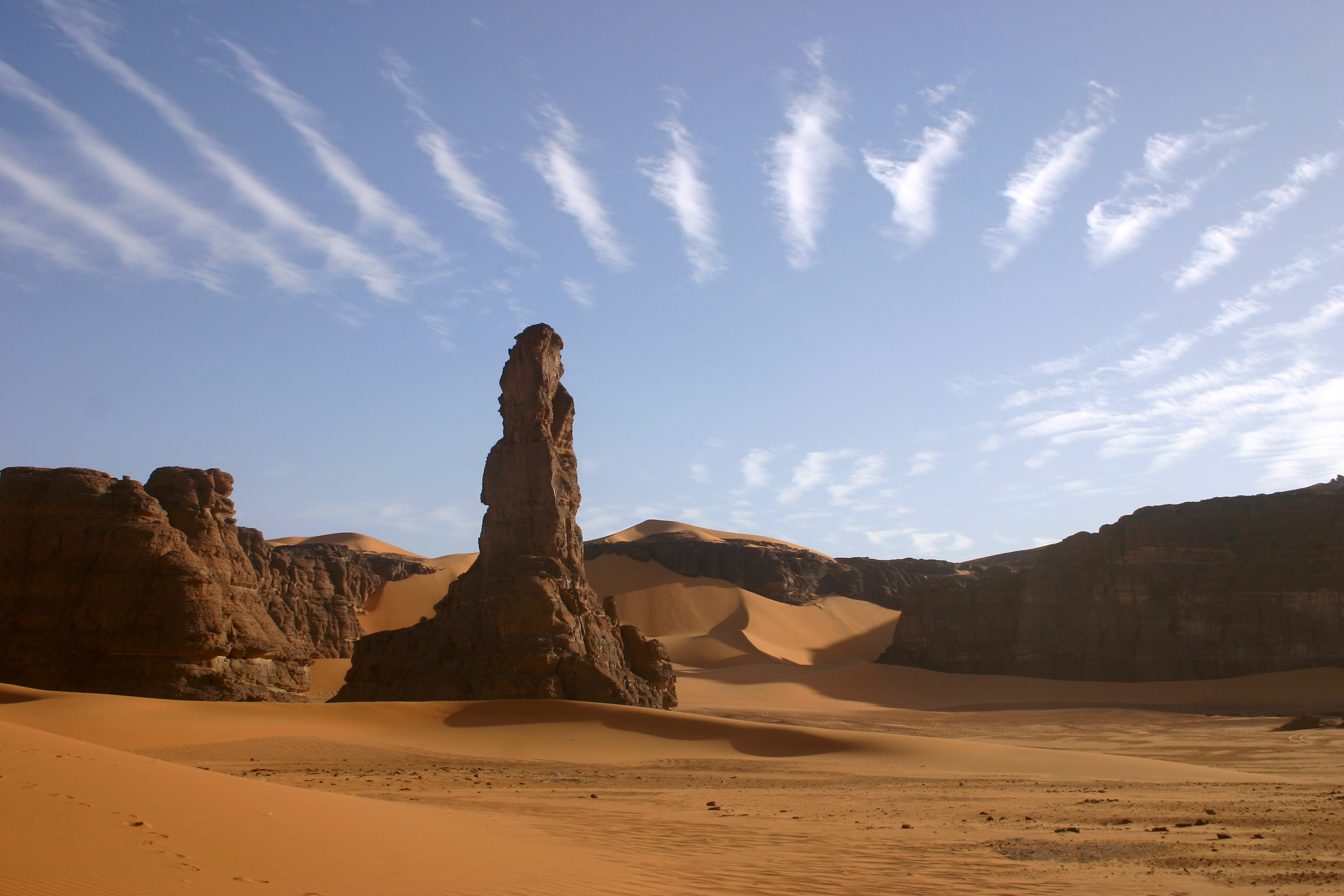
Останці на плато Тассілі

## Клімат
Більша частина території Алжиру (пустеля Сахара) лежить у тропічному кліматичному поясі. Увесь рік панують тропічні повітряні маси. Спекотна посушлива погода з великими добовими амплітудами температури. Переважають східні пасатні вітри. Північна частина країни, найбільш населена, лежить у субтропічному кліматичному поясі. Влітку переважають тропічні повітряні маси з ясною тихою антициклонічною погодою, взимку — помірні з похмурою дощовою досить вітряною циклонічною. Значні сезонні амплітуди температури повітря і розподілу атмосферних опадів, можливе випадіння снігу. Кількість атмосферних опадів на узбережжі від 500 до 1000 мм, у пустелях — не більше 200 мм.

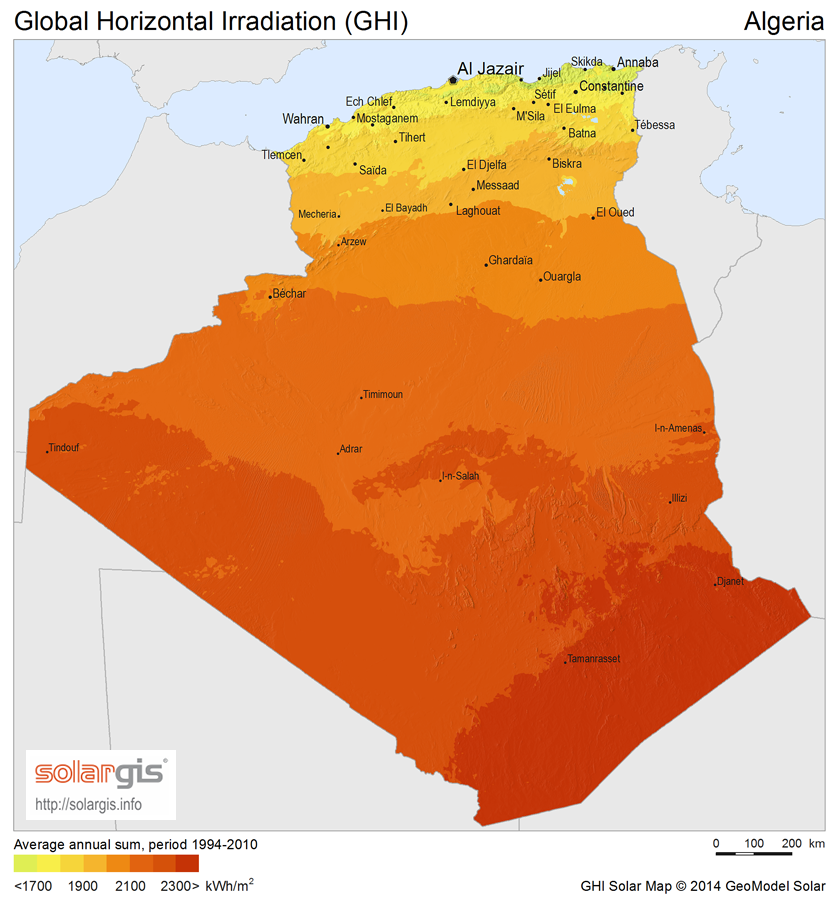
Сонячна радіація (англ.)
Кліматична карта Алжиру (за Кеппеном)
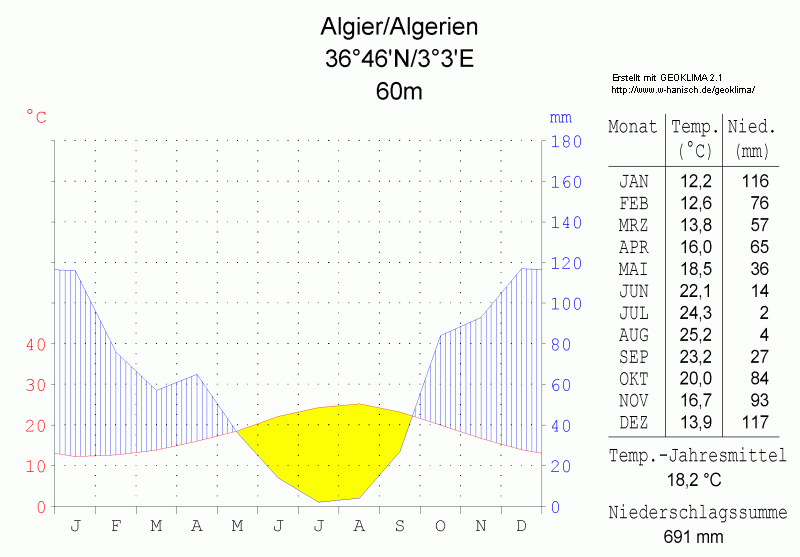
Кліматограма міста Алжир (північ)
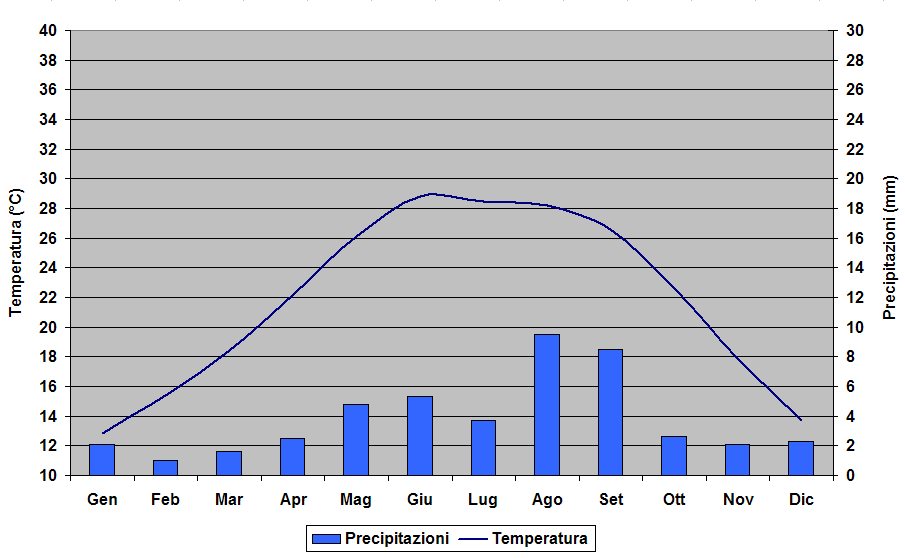
Кліматограма міста Таманрассет (південь)
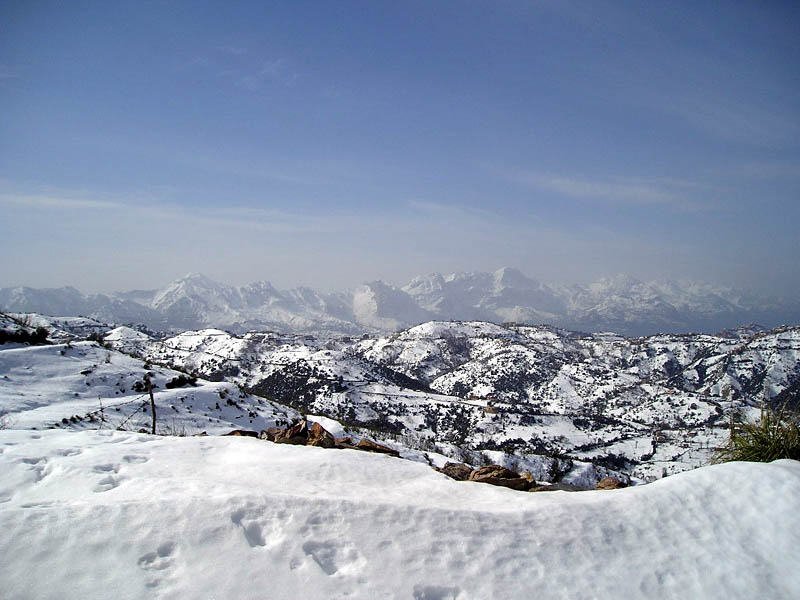
Сніг у горах Кабілії

Алжир є членом Всесвітньої метеорологічної організації (WMO), в країні ведуться систематичні спостереження за погодою.

## Внутрішні води

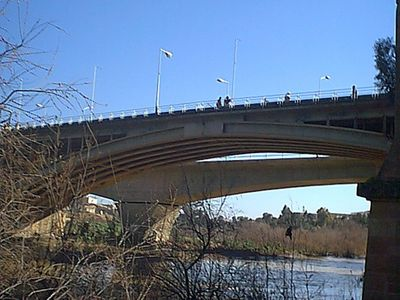
Місток через річку Шеліфф у місті Ес-Шеліфф
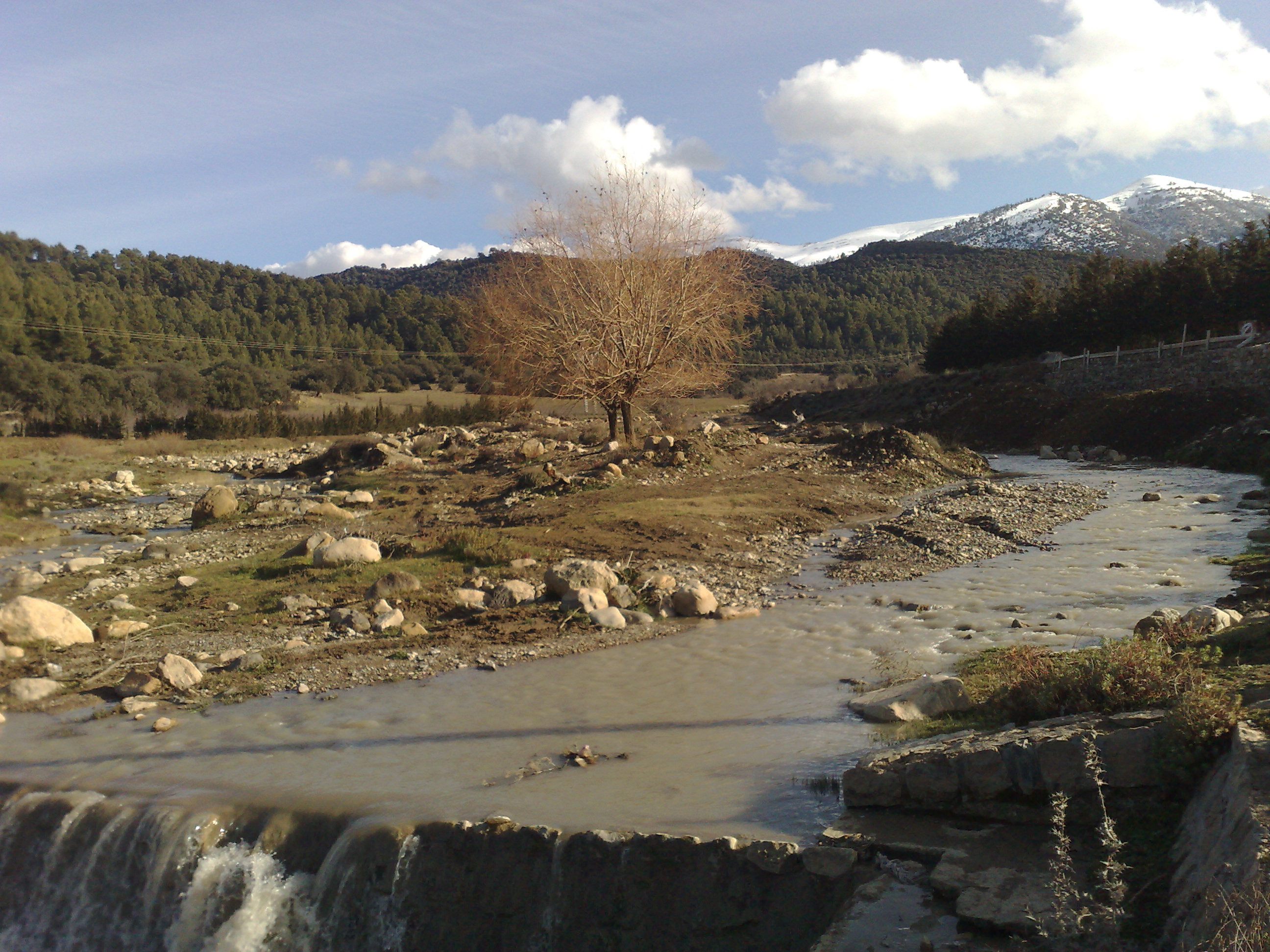
Гірський потік у горах Атлас
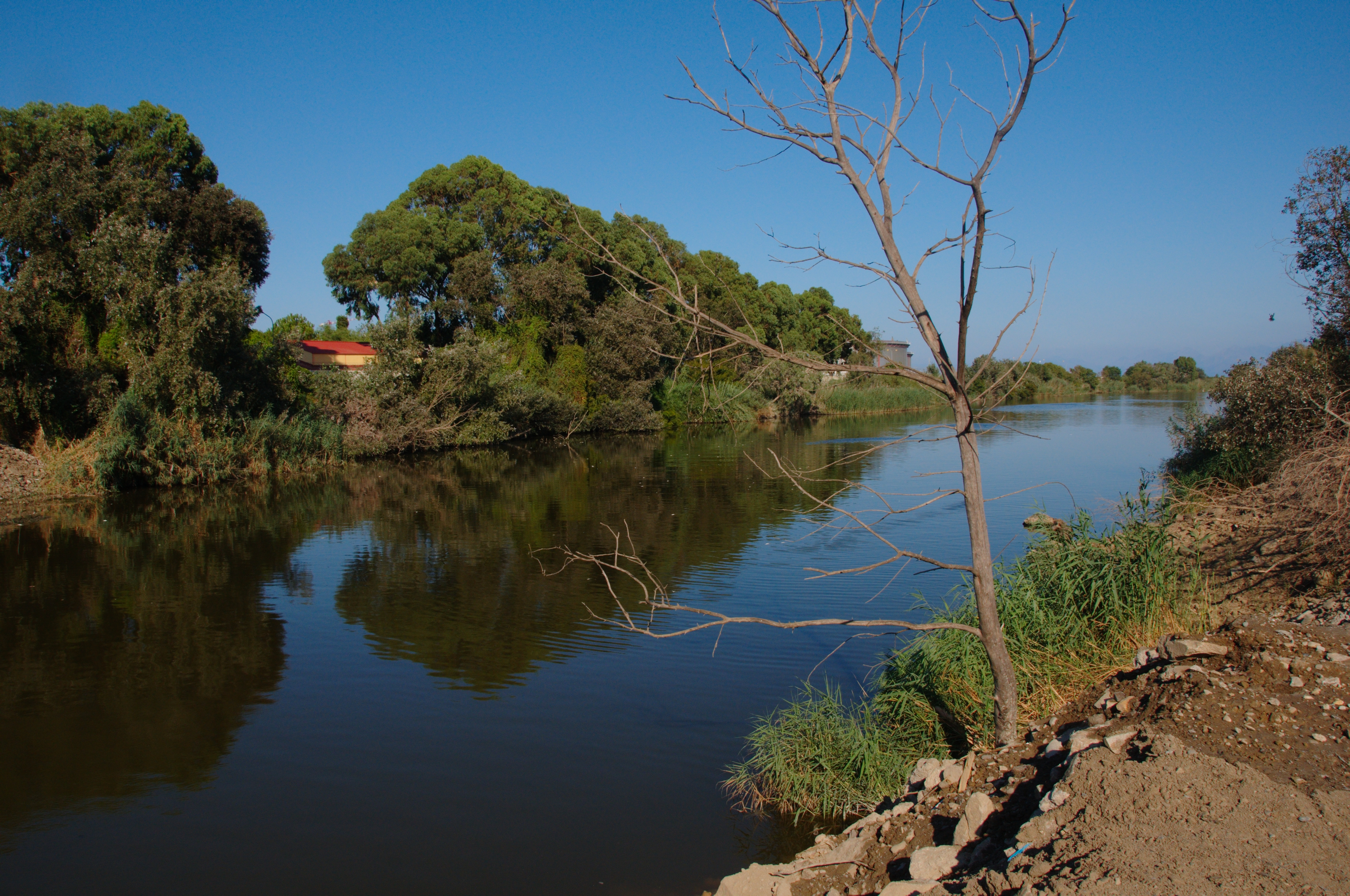
Річка Суммам
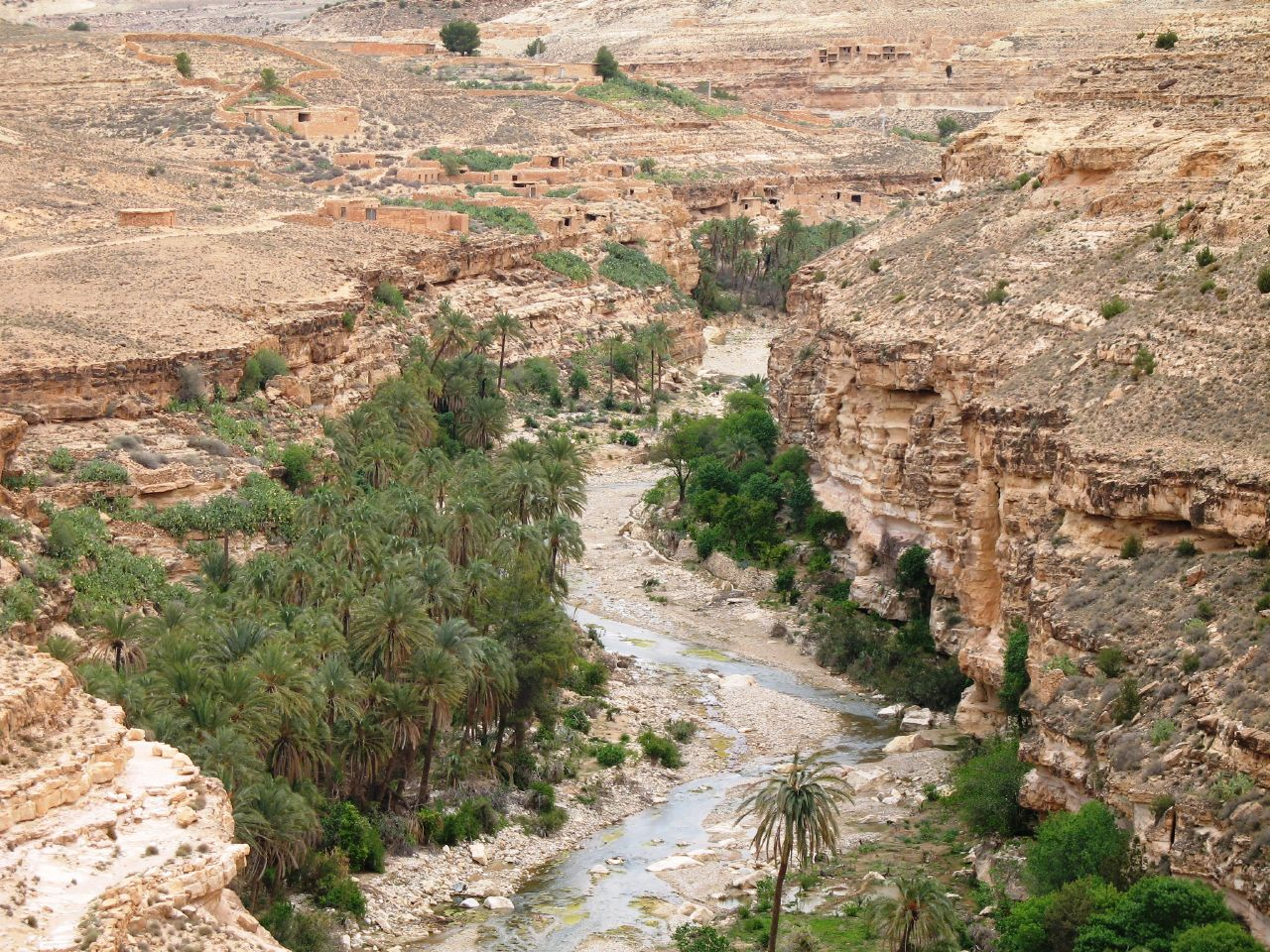
Вед Аб'яд

### Річки
Річки країни належать басейну Середземного моря Атлантичного океану і течуть на північ з північних схилів Атласу. Більша частина внутрішньої території належить до безстічних областей Сахари. Найдовша річка країни — Шеліфф (700 км — річище, 230 км — постійний водотік).

## Рослинність
На узбережжі рослинність середземноморського типу (маквіс), на більш зволожених схилах гір — ліси з коркового і вічнозеленого дуба, алеппської сосни, в інших частинах Алжиру — напівпустельні й пустельні формації.

## Тваринний світ
За зоогеографічним районуванням світу країна належить до Середземноморської підобласті Голарктичної області, середземноморське узбережжя і гори Атлас — до Середземноморської провінції, пустеля Сахара — до Сахаро-Аравійської провінції. Тому основу тваринного населення регіону становлять зональні пустельні й середземноморські угруповання тварин, а також інтразональні гірські тваринні угруповання, характерні для тропічного та субтропічного кліматичних поясів. Домінуючими в зональних угрупованнях є ультраксерофільні і ксерофільні групи та види тварин. 

## Стихійні природні явища
На території країни спостерігаються небезпечні природні явища і стихійні лиха: землетруси у гірських районах Атласу; зсуви ґрунту і повіді у сезон дощів.

## Природні ресурси

### Мінеральні ресурси
Надра Алжиру багаті на ряд корисних копалин: нафту, природний газ, залізну руду, фосфати, уранові руди, свинець, цинк.

### Водні ресурси
Загальні запаси відновлюваних водних ресурсів (ґрунтові і поверхневі прісні води) становлять 11,67 км³. Станом на 2012 рік в країні налічувалось 5700 км² зрошуваних земель.

### Земельні ресурси
Земельні ресурси Алжиру (оцінка 2011 року):
- придатні для сільськогосподарського обробітку землі — 17,3 %,
  - орні землі — 3,1 %,
  - багаторічні насадження — 0,4 %,
  - землі, що постійно використовуються під пасовища — 13,8 %;
- землі, зайняті лісами і чагарниками — 0,6 %;
- інше — 82 %[1].

## Охорона природи
Серед екологічних проблем варто відзначити:
- ерозію ґрунтів через перевипасання та екстенсивне тваринництво;
- опустелювання;
- забруднення вод скиданням неочищених побутових стоків, відходів нафтопереробки, інших промислових викидів;
- води Середземного моря поблизу узбережжя забруднені нафтовими плямами, мінеральними добривами, що потрапляють з полів;
- недостатні запаси питної води.

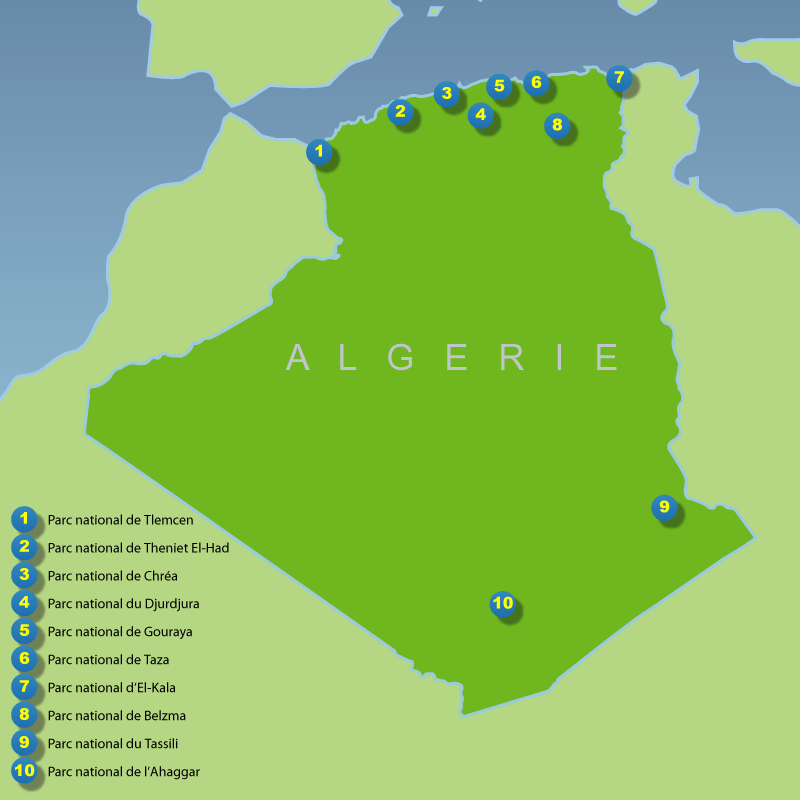
Національні парки Алжиру

Алжир є учасником ряду міжнародних угод з охорони навколишнього середовища:
- Конвенції про біологічне різноманіття (CBD),
- Рамкової конвенції ООН про зміну клімату (UNFCCC),
- Кіотського протоколу до Рамкової конвенції,
- Конвенції ООН про боротьбу з опустелюванням (UNCCD),
- Конвенції про міжнародну торгівлю видами дикої фауни і флори, що перебувають під загрозою зникнення (CITES),
- Конвенції про заборону військового впливу на природне середовище (ENMOD),
- Базельської конвенції протидії транскордонному переміщенню небезпечних відходів,
- Конвенції з міжнародного морського права,
- Монреальського протоколу з охорони озонового шару,
- Міжнародної конвенції запобігання забрудненню з суден (MARPOL),
- Рамсарської конвенції із захисту водно-болотних угідь[11][1].

## Фізико-географічне районування
У фізико-географічному відношенні територію Алжиру можна розділити на _ райони, що відрізняються один від одного рельєфом, кліматом, рослинним покривом:.

### Українською
- Атлас світу / голов. ред. І. С. Руденко ; зав. ред. В. В. Радченко ; відп. ред. О. В. Вакуленко. — К. : ДНВП «Картографія», 2005. — 336 с. — ISBN 9666315467.
- Атлас. 7 клас. Географія материків і океанів / Укладачі О. Я. Скуратович, Н. І. Чанцева. — К. : ДНВП «Картографія», 2014.
- Бєлозоров С. Т. Африка : фізико-географічний нарис. — вид. 2-ге, перероб. і доп. — К. : Радянська школа, 1957. — 232 с.
- Бєлозоров С. Т. Географія материків. — К. : Вища школа, 1971. — 371 с.
- Барановська О. В. Фізична географія материків і океанів : навч. посіб. для студентів ВНЗ : [у 2 ч.]. — Н. : Ніжинський державний університет ім. Миколи Гоголя, 2013. — 306 с. — ISBN 978-617-527-106-3.
- Гілецький Й. Р. Природні ресурси світу : Навч. посібник. — Львів : Світ, 2004. — 304 с. — ISBN 966-603-307-0
- Гірничий енциклопедичний словник : у 3 т / за ред. В. С. Білецького. — Д. : Східний видавничий дім, 2001—2004.

- Заставецький Ю. С. Регіональна фізична географія світу : Навч. посібник. — Львів : Світ, 2000. — 480 с.
- Костів Л. Я. Фізична географія материків і океанів. Африка : навч.-метод. посібник. — Л. : Видавничий центр ЛНУ імені Івана Франка, 2017. — 184 с. — ISBN 978-617-10-0374-3.
- Кукурудза С. І. Біогеографія : Підручник. — Львів : Вид-во ЛГУ ім. Івана Франка, 2006 — 504 с. — ISBN 966-613-502-7
- Палієнко В. І., Шищенко П. Г., Бойко В. М. Фізична географія світу : Навч. посібник. — К. : КНУ ім.  Т. Шевченка, 2016. — 246 с. — ISBN 978-966-439-918-1
- Панасенко Б. Д. Фізична географія материків : навч. посіб. : в 2 ч. — В. : ЕкоБізнесЦентр, 1999. — 200 с.
- Пузанов І. І. Зоогеографія : Підручник. — Київ—Львів : Рад. школа, 1949. — 504 с.
- Фізична географія материків та океанів : Підручник у 2-х т. / Ред. П. Г. Шищенко. — К. : Київський університет, 2020. — Т. 2. Африка, Америка, Австралія, Антарктида, Океани. — 470 с. — ISBN 978-966-439-989-8
- Юрківський В. М. Регіональна економічна і соціальна географія. Зарубіжні країни: Підручник. — 2-ге. — К. : Либідь, 2001. — 416 с. — ISBN 966-06-0092-5.

### Англійською
- (англ.) Graham Bateman. The Encyclopedia of World Geography. — Andromeda, 2002. — 288 с. — ISBN 1871869587.

### Російською
- (рос.) Авакян А. Б., Салтанкин В. П., Шарапов В. А. Водохранилища. — М. : Мысль, 1987. — 326 с. — (Природа мира)
- (рос.) Алисов Б. П., Берлин И. А., Михель В. М. Курс климатологии [в 3-х тт.] / под. ред. Е. С. Рубинштейна. — Л. : Гидрометиздат, 1954. — Т. 3. Климаты земного шара. — 320 с.
- (рос.) Апродов В. А. Вулканы. — М. : Мысль, 1982. — 368 с. — (Природа мира)
- (рос.) Апродов В. А. Зоны землетрясений. — М. : Мысль, 2010. — 462 с. — (Природа мира) — ISBN 978-5-244-01122-7.
- (рос.) Алжир // Африка: энциклопедический справочник [в 2-х тт.] / гл. ред. А. Громыко. — М. : Советская энциклопедия, 1986. — Т. 1. А-К. — 671 с.
- (рос.) Бабаев А. Г., Зонн И. С., Дроздов Н. Н., Фрейкин З. Г. Пустыни. — М.  : Мысль, 1986. — 320 с. — (Природа мира)
- (рос.) Браун Л. Африка. — М. : Прогресс, 1976. — 288 с. — (Континенты, на которых мы живем)
- (рос.) Букштынов А. Д., Грошев Б. И., Крылов Г. В. Леса. — М. : Мысль, 1981. — 316 с. — (Природа мира)
- (рос.) Власова Т. В. Физическая география материков. С прилегающими частями океанов. Южная Америка, Африка, Австралия и Океания, Антарктида. — 4-е, перераб. — М. : Просвещение, 1986. — 269 с.
- (рос.) Гвоздецкий Н. А., Голубчиков Ю. Н. Горы. — М. : Мысль, 1987. — 400 с. — (Природа мира)
- (рос.) Гвоздецкий Н. А. Карст. — М. : Мысль, 1981. — 214 с. — (Природа мира)
- (рос.) Дроздов Н. Н., Мяло Е. Г. Биогеография мира : Учебник. — М. : Высшая школа, 1985. — 272 с.
- (рос.) Исаченко А. Г., Шляпников А. А. Ландшафты. — М. : Мысль, 1989. — 504 с. — (Природа мира) — ISBN 5-244-00177-9.
- (рос.) Каплин П. А., Леонтьев О. К., Лукьянова С. А., Никифоров Л. Г. Берега. — М. : Мысль, 1991. — 480 с. — (Природа мира) — ISBN 5-244-00449-2.
- (рос.) Словарь современных географических названий / под общей редакцией акад. В. М. Котлякова. — Екатеринбург : У-Фактория, 2006.
- (рос.) Литвин В. М., Лымарев В. И. Острова. — М. : Мысль, 2010. — 288 с. — (Природа мира) — ISBN 978-5-244-01129-6.
- (рос.) Лобова Е. В., Хабаров А. В. Почвы. — М. : Мысль, 1983. — 304 с. — (Природа мира)
- (рос.) Максаковский В. П. Географическая картина мира. Книга I: Общая характеристика мира. — М. : Дрофа, 2008. — 495 с. — ISBN 978-5-358-05275-8.
- (рос.) Максаковский В. П. Географическая картина мира. Книга II: Региональная характеристика мира. — М. : Дрофа, 2009. — 480 с. — ISBN 978-5-358-06280-1.
- (рос.) Поспелов Е. М. Географические названия мира: Топонимический словарь. — М. : АСТ, 2001.
- (рос.) Страны Африки. Политико-экономический справочник / ред. В. Солодовников, В. Румянцев. — М. : Издательство политической литературы, 1969. — 318 с.
- (рос.) Физико-географический атлас мира. — М. : Академия наук СССР и Главное управление геодезии и картографии ГГК СССР, 1964. — 298 с.
- (рос.) Энциклопедия стран мира / глав. ред. Н. А. Симония. — М. : НПО «Экономика» РАН, отделение общественных наук, 2004. — 1319 с. — ISBN 5-282-02318-0.

### Французькою
- (фр.) Marc Côte. L'Algérie : Espace et Société. — Paris : Masson, 1996. — 251 с. — ISBN 2225851468.